# Rejectaria glaucophora
Rejectaria glaucophora är en fjärilsart som beskrevs av George Francis Hampson. Rejectaria glaucophora ingår i släktet Rejectaria och familjen nattflyn. Inga underarter finns listade.